# Circulación cerebral
La circulación cerebral es el movimiento de sangre que abastece al encéfalo a través de la red de arterias y venas cerebrales. El ritmo normal del flujo sanguíneo cerebral en un humano adulto es de 750 mililitros (mL) por minuto, lo que representa un 15 % del gasto cardíaco. Las arterias llevan sangre oxigenada, glucosa y otros nutrientes hacia el encéfalo, y las venas traen la sangre desoxigenada de vuelta al corazón eliminando el dióxido de carbono, el ácido láctico y otros productos metabólicos. Dado que el encéfalo es muy vulnerable a riesgos en su riego sanguíneo, el sistema circulatorio cerebral cuenta con muchos mecanismos de protección, entre ellos la autorregulación de los vasos sanguíneos, cuyo fallo puede provocar un accidente cerebrovascular. A la cantidad de sangre que transporta la circulación cerebral se le conoce como flujo sanguíneo cerebral. La presencia de campos gravitatorios o de aceleraciones también determinan variaciones en el movimiento y distribución de la sangre en el encéfalo, como cuando se está colgado cabeza abajo.

## Anatomía

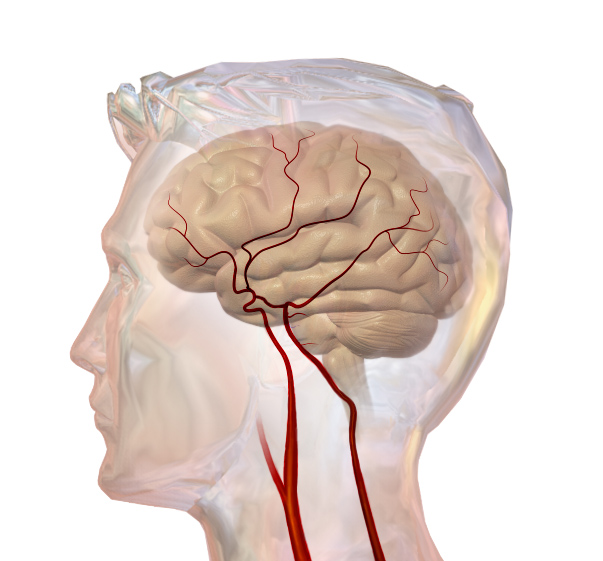
Sistema cerebrovascular

El flujo sanguíneo del encéfalo humano se divide, entre los segmentos anterior y posterior, relacionados con las diferentes arterias que irrigan al encéfalo. Los dos pares de arterias principales son las arterias carótidas internas, que irrigan el prosencéfalo, y las arterias vertebrales, que irrigan el tronco encefálico y el rombencéfalo.
Las circulaciones cerebrales anterior y posterior están interconectadas a través de las arterias comunicantes posteriores bilaterales. Forman parte del polígono de Willis, que suministra circulación de refuerzo al cerebro. En caso de oclusión de una de las arterias de suministro, el polígono de Willis proporciona interconexiones entre la circulación cerebral anterior y posterior a lo largo de la base de la bóveda craneal, aportando sangre a los tejidos que de otro modo se volverían isquémicos.

### Circulación cerebral anterior
La circulación cerebral anterior es el riego sanguíneo hacia la porción anterior del encéfalo. Su irrigación proviene de las siguientes arterias:
- Arterias carótidas internas: Estas arterias de gran tamaño son las ramas intermedias de las arterias carótidas comunes del cuello que entran en el cráneo, a diferencia de las ramas de la carótida externa que irrigan los tejidos faciales. La arteria carótida interna se ramifica hacia la arteria anterior cerebral y continúa hasta formar la arteria cerebral media.
- Arteria cerebral anterior (ACA)
  - Arteria comunicante anterior: que conecta las dos arterias cerebrales anteriores.
- Arteria cerebral media (ACM)

### Circulación cerebral posterior

Diagrama de la circulación arterial en la base del encéfalo (visión inferior)

El sistema vertebro-basilar sostiene el riego sanguíneo hacia la porción posterior del encéfalo, incluyendo los lóbulos occipitales, el cerebelo y el tronco encefálico.
Su irrigación proviene de las siguientes arterias:
- Arterias vertebrales: Estas arterias de menor tamaño se ramifican desde las arterias subclavias y, principalmente, irrigan los hombros, la parte lateral del tórax y los brazos. Dentro del cráneo, las dos arterias vertebrales se fusionan y forman la arteria basilar.
  - Arteria cerebelosa inferior posterior (ACIP)
- Arteria basilar: Irriga el mesencéfalo, el cerebelo y habitualmente se ramifica en la arteria cerebral posterior.
  - Arteria cerebelosa inferior anterior (ACIA)
  - Ramas pontinas
  - Arteria cerebelosa superior (ACS)
- Arteria cerebral posterior (ACP)
- Arteria comunicante posterior:

El trastorno del riego cerebral posterior es bien conocido como insuficiencia vertebral-basilar.

### Drenaje venoso

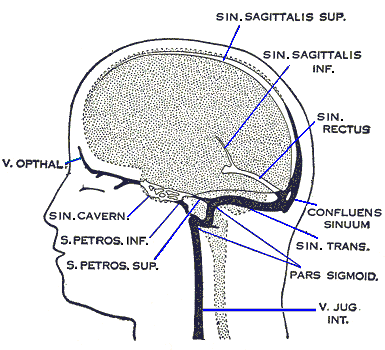
Gray488 blue

El drenaje venoso del cerebro se puede separar en dos subdivisiones: superficial y profundo.
El sistema superficial está conformado por los senos venosos durales cuyas paredes, a diferencia de las venas comunes, están compuestas de duramadre. Por lo tanto, los senos durales están localizados en la superficie del cerebro. El seno sagital superior, el más prominente de todos, fluye en el plano sagital por debajo de la línea media de la bóveda cerebral, posterior e inferiormente a la confluencia de los senos, donde el drenaje superficial se une con el seno que, fundamentalmente, drena el sistema venoso profundo. Desde ahí, dos senos transversales se bifurcan y se desplazan lateral e inferiormente en forma de ese formando los senos sigmoideos que, a su vez, dan lugar a las dos venas yugulares. En el cuello, las venas yugulares, paralelas al curso ascendente de las arterias carótidas, drenan la sangre hacia la vena cava superior.
El drenaje venoso profundo está compuesto principalmente por venas situadas dentro de las estructuras profundas del encéfalo, que se unen detrás del mesencéfalo para formar la vena de Galeno. Esta vena se fusiona con el seno sagital inferior para formar el seno recto que, a su vez, se une al sistema venoso superficial mencionado anteriormente en la confluencia de los senos.
La insuficiencia del drenaje venoso se conoce como insuficiencia venosa cerebroespinal crónica.

## Fisiología

### Flujo sanguíneo
El flujo sanguíneo cerebral (FSC) es el volumen de sangre recibe el encéfalo en un periodo de tiempo determinado. El FSC en un adulto normalmente es de 750 mililitros (mL) por minuto o del 15 % del gasto cardíaco. Esto equivale a una perfusión media de 50 a 54 mL de sangre por cada 100 g (gramos) de tejido encefálico por minuto. El FSC está regulado estrechamente para ocuparse de las demandas metabólicas del encéfalo. Una cantidad excesiva de sangre (una afección conocida como hiperemia) puede aumentar la presión intracraneal (PIC), comprimir y dañar el delicado tejido encefálico. Si el flujo sanguíneo hacia el encéfalo es menor de 18 a 20 mL por 100 g por minuto se produce isquemia (flujo sanguíneo muy escaso), y la muerte del tejido si el flujo baja por debajo de 8 a 10 mL por 100 g por minuto. La cascada isquémica, la cascada bioquímica en el tejido encefálico, se desencadena cuando el tejido encefálico se vuele isquémico, lo que potencialmente causa daños y hasta la muerte de las células encefálicas. Los profesionales médicos deben tomar medidas para que aquellos pacientes con afecciones como el choque circulatorio, accidente cerebrovascular, edema cerebral o traumatismo craneoencefálico mantengan un FSC apropiado.
El flujo sanguíneo cerebral está determinado por una serie de factores como la viscosidad de la sangre, la dilatación de los vasos sanguíneos y la presión neta del flujo de sangre al cerebro, conocida como presión de perfusión cerebral, que está determinada por la presión arterial del cuerpo. La presión de perfusión cerebral (PPC) se define como la presión arterial media (PAM) menos la presión intracraneal (PIC). En un individuo sano debe estar por encima de 50 mmHg (milímetros de mercurio).[cita requerida]
La presión intracraneal no debe sobrepasar los 15 mmHg (PIC de 20 mmHg se considera hipertensión intracraneal). Los vasos sanguíneos cerebrales son capaces de modificar el flujo sanguíneo que pasa por ellos alterando sus diámetros mediante un proceso llamado autorregulación: se estrechan cuando la presión arterial sistémica se eleva y se dilatan cuando esta baja.
Las arteriolas también se estrechan y se dilatan como respuesta a diferentes concentraciones químicas. Por ejemplo, se dilatan como respuesta a altos niveles de dióxido de carbono en la sangre y se estrechan cuando los niveles de dióxido de carbono son bajos. Por ejemplo, supongamos que una persona tiene una presión arterial parcial de dióxido de carbono (PaCO2) de 40 mmHg (rango normal: entre 38 y 42 mmHg) y un FSC de 50 mL por 100 g por minuto. Si la PaCO2 cae hasta los 30 mmHg, representa una disminución de 10 mmHg sobre el valor inicial de PaCO2. Como consecuencia, el FSC disminuye a razón de 1 mL por 100 g por min por cada 1 mmHg que disminuya la PaCO2, dando como resultado un FSC de 40 mL por 100 g de tejido encefálico por minuto. De hecho, por cada 1 mmHg de la PaCO2 que aumente o disminuya, dentro del rango de 20-60 mmHg, existe un cambio equivalente en el FSC en la misma dirección de aproximadamente 1-2 mL/100 g/min., o del 2-5 % del valor del FSC. Ese es el motivo por el que las pequeñas alteraciones en el patrón de respiración pueden causar cambios importantes en el FSC global, especialmente a través de las variaciones de la PaCO2.
El FSC es el resultado de la presión de perfusión cerebral (PPC) dividida por la resistencia cerebrovascular (RCV).
```
FSC = Presión perfusión cerebral (PPC)/ Resistencia cerebrovascular (RCV)

  

    

      

        
F

        
S

        
C

        
=

        

          

            

              
P

              
P

              
C

            

            

              
R

              
C

              
V

            

          

        

      

    

    
{\displaystyle FSC={\frac {PPC}{RCV}}}

  

```

El control del FSC se considera en términos de los factores que afectan a la PPC y los factores que afectan a la RCV. La RCV se controla mediante cuatro mecanismos principales:
1. Control metabólico (o «autoregulación metabólica»)
2. Autorregulación de la presión
3. Control químico (mediante la pCO2 y la pO2 arterial)
4. Control neural

### Papel de la presión intracraneal
La hipertensión intracraneal (HTIC) provoca un descenso de la perfusión sanguínea de las células encefálicas, principalmente, mediante dos mecanismos:
- La HTIC constituye una presión hidrostática intersticial aumentada que, a su vez, provoca un descenso en la fuerza motriz de la filtración capilar de los vasos sanguíneos intracerebrales.
- La HTIC comprime las arterias cerebrales provocando un aumento de la resistencia cerebrovascular (RCV).

### Presión de perfusión cerebral
La presión de perfusión cerebral, o PPC, es el gradiente de presión sanguínea neto que produce el flujo sanguíneo cerebral en el encéfalo (perfusión encéfalica). Debe mantenerse dentro de unos límites estrechos, ya que una presión muy baja podría provocar que el tejido encefálico se volviera isquémico (por un flujo sanguíneo inadecuado), y una presión excesiva podría elevar la presión intracraneal (PIC).

### Técnicas de imágenes
Para medir el FSC se pueden emplear técnicas de neuroimagen como la resonancia magnética funcional y la tomografía por emisión de positrones. Estas técnicas también se usan para medir el FSC dentro de una región específica del encéfalo (FSCr).
El FSCr puede medirse en una localización conforme avanza el tiempo mediante difusión térmica.